# Église de la Sainte-Famille de Kamen
L'Église de la Sainte-Famille de Kamen est une église catholique située dans la ville de Kamen (Allemagne) dans la région de la Ruhr en Allemagne.
C'est une église néogothique à trois nefs et quatre tours située dans le centre-ville et construite selon les plans d'August Menken (de).

## Historique
L'église a été construite pour accueillir le nombre croissant de travailleurs dans la Rhur à la belle époque. La première pierre a été posée le 19 mai 1901 et l'église achevée a été consacrée le 28 octobre 1902.[réf. nécessaire]

## Dimensions
Les dimensions de l'édifice sont les suivantes :
- hauteur sous voûte : 20 m [1] ;
- hauteur de la tour : 80 m [2].